# Brett Somers
Brett Somers (* 11. Juli 1924 in Saint John, New Brunswick, Kanada als Audrey Sommers; † 15. September 2007 in Westport, Connecticut) war eine US-amerikanische Schauspielerin und Komikerin.

## Leben
Brett Somers wurde 1924 in Saint John in der kanadischen Provinz New Brunswick geboren. 1953 heiratete sie den Schauspieler Jack Klugman, mit dem sie die Söhne Adam und David hatte. 1974 trennten sich Somers und Klugman, ließen sich jedoch nicht scheiden. Die Schauspielerin starb im Alter von 83 Jahren an einem Krebsleiden.

## Karriere
Brett Somers wurde in den Vereinigten Staaten als Fernsehfilm- und Seriendarstellerin bekannt. Sie hatte zahlreiche wiederkehrende Rollen und Gastauftritte in beliebten Serien wie Ben Casey, Männerwirtschaft, Barney Miller und vielen mehr. Daneben war sie ein gern gesehener Gast bei Gameshows wie Hollywood Squares. Einen ständigen Platz hatte sie ab den 1970er Jahren an der Seite von Charles Nelson Reilly im prominenten Kandidatenteam der Gameshow Match Game. Daneben stand sie als Theaterschauspielerin landesweit auf der Bühne.

## Filmografie (Auswahl)
- 1955: Robert Montgomery Presents (Gastauftritt)
- 1956: Rise Up and Walk (Gastauftritt)
- 1962: Ben Casey (Gastauftritt)
- 1963, 1964: Preston & Preston (The Defenders, 2 Folgen)
- 1965: Nymphomania (A Rage to Live)
- 1965: Widersteh, wenn du kannst (Bus Riley’s Back in Town)
- 1970–1975: Männerwirtschaft (The Odd Couple, 5 Folgen)
- 1972: Bone
- 1973–1974: The New Perry Mason (4 Folgen)
- 1975, 1976: Barney Miller (2 Folgen)
- 1973–1984: Match Game (regelmäßiger prominenter Gast)
- 1978: Kampfstern Galactica (Battlestar Galactica, Gastauftritt)[3]